# الشيخ بركة
الشيخ بركة قرية سورية تتبع ناحية سنجار في منطقة معرة النعمان في محافظة إدلب. بلغ عدد سكانها 1,256 نسمة في عام 2004 حسب إحصاء المكتب المركزي للإحصاء.
تقع إلى الشرق من بلدة جرجناز، أراضيها زراعية خصبة تزرع أشجار الزيتون ولوز وفستق حلبي والعديد من المحاصيل الزراعية ويعمل عدد من سكانها بالزراعة. يوجد فيها مدارس تعليم ابتدائي ومرحلة التعليم الإعدادي، كما يوجد فيها بلدية تقدم الخدمات التنظيمية للبلدة وللمواطنين، ويتبع لبلدة الشيخ بركة عدة قرى ومزارع .
سميت بهذا الاسم نسبة للشيخ بركة المدفون فيها.